# رایانش شخصیت

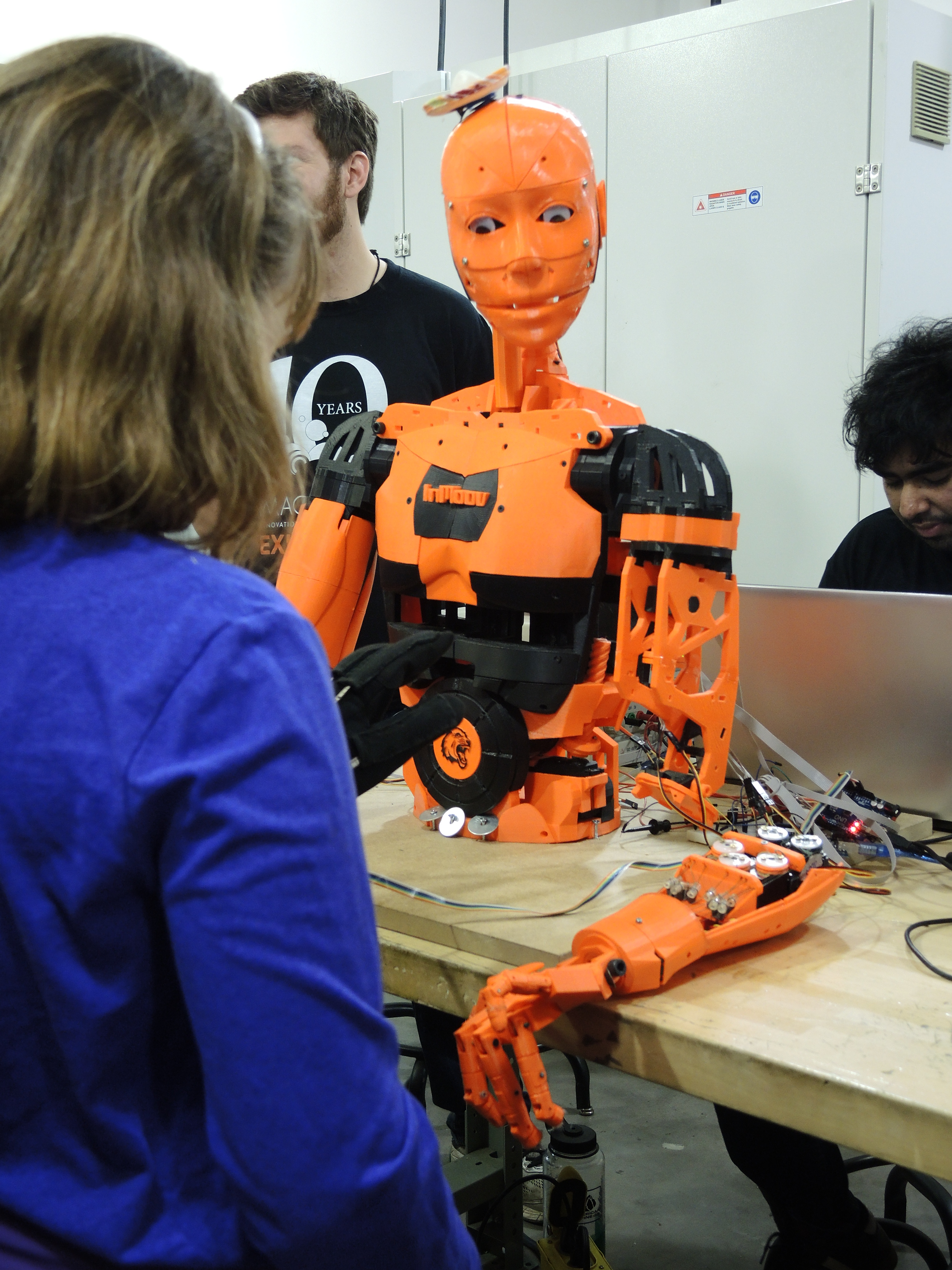
این دختر یک ربات ساخته شده با چاپ سه بعدی را آزمایش می‌کند

‫رایانش شخصیت یا محاسبات شخصیت یک زمینه تحقیقاتی مرتبط با هوش مصنوعی و روانشناسی شخصیت است که با استفاده از تکنیک‌های محاسباتی از منابع مختلف نظیر متن، چند رسانه‌ای و شبکه‌های اجتماعی به مطالعه شخصیت می‌پردازد.

## تعریف
محاسبات شخصیت سه مسأله اصلی مرتبط با شخصیت را بررسی می‌کند: تشخیص، درک و تلفیق خودکار شخصیت. تشخیص خودکار شخصیت به معنای استنباط تیپ شخصیتی فرد موردنظر با استفاده از ردپای دیجیتالی اوست؛ درک خودکار شخصیت به معنای نتیجه‌گیری دربارهٔ شخصیتی است که توسط ناظر به فرد مورد نظر بر اساس برخی رفتارهای مشهود وی نسبت داده می‌شود؛ تلفیق خودکار شخصیت نیز عبارت است از تولید سبک ظاهری یا رفتار شخصیت‌های مصنوعی در آواتارها و کارگزاران مجازی.
آزمون‌های خودارزیابی شخصیتی یا امتیازهای ناظران همیشه به عنوان حقیقت اصلی برای آزمایش و ارزیابی عملکرد الگوریتم‌های هوش مصنوعی برای پیش‌گویی خودکار تیپ‌های شخصیتی مورد استفاده قرار می‌گیرند. انواع مختلفی از تست‌های شخصیت، مانند نشانگر نوع مایرز بریگز (MBTI)  یا پرسشنامه شخصیتی چندمحوری مینه‌سوتا (MMPI) وجود دارند؛ اما از تست‌های مبتنی بر مدل پنج عاملی بیشتر از همه استفاده می‌شود.
رایانش شخصیت را می‌توان به عنوان یک الحاقیه یا مکمل برای رایانش احساسی در نظر گرفت که در آن ابتدا بر ویژگی‌های شخصیتی و سپس بر حالات عاطفی تمرکز دارد.

## تاریخچه
رایانش شخصیت در حدود سال ۲۰۰۵ میلادی با چند کار تحقیقاتی پیشگام در حوزه تشخیص شخصیت آغاز شد که نشان می‌داد ویژگی‌های شخصیتی را می‌توان با دقت معقولی از متون (مانند پست‌های بلاگ)، توصیفات شخصی  و یا آدرس‌های ایمیل استخراج کرد. در سال ۲۰۰۸، مفهوم «شخصیت ترابرپذیر» برای مدیریت توزیع‌شده نمایه‌های شخصی در رسانه‌های مختلف توسعه داده شد.
چند سال بعد تحقیقات در زمینه تشخیص و درک شخصیت از سیگنال‌های چندوجهی و اجتماعی، همانند جلسات ضبط‌شده  و تماس‌های صوتی شروع شد.
در دهه ۲۰۱۰ میلادی، تحقیقات عمدتاً بر شناخت و درک شخصیت از طریق شبکه‌های اجتماعی، به طور خاص از فیس‌بوک،  توییتر  و اینستاگرام متمرکز شد. در همان سال‌ها، تلفیق خودکار شخصیت به بهبود انسجام رفتارهای شبیه‌سازی شده در کارگزاران مجازی کمک کرد.
کارهای علمی اعتبار محاسبات شخصیت با استفاده از ردپاهای دیجیتالی مختلف، به‌ویژه به کمک علایق کاربر همچون پسندهای صفحات فیس‌بوک  را اثبات کرده و هم‌چنین نشان داده‌است که ماشین‌ها می‌توانند شخصیت‌ها را بهتر از انسان‌ها تشخیص دهند.

## کاربردها
شیوه‌های رایانش شخصیت، به‌ویژه تشخیص و ادراک خودکار شخصیت، در بازاریابی شبکه‌های اجتماعی کاربرد دارد؛ بدین شکل آژانس‌ها و شرکت‌ها می‌توانند از طریق هدف‌گیری کاربران بر مبنای خصوصیات روان‌شناختی به کاهش هزینه‌ها و افزایش بازدهی کمپین‌های تبلیغاتی کمک کنند.